# 대성티앤이

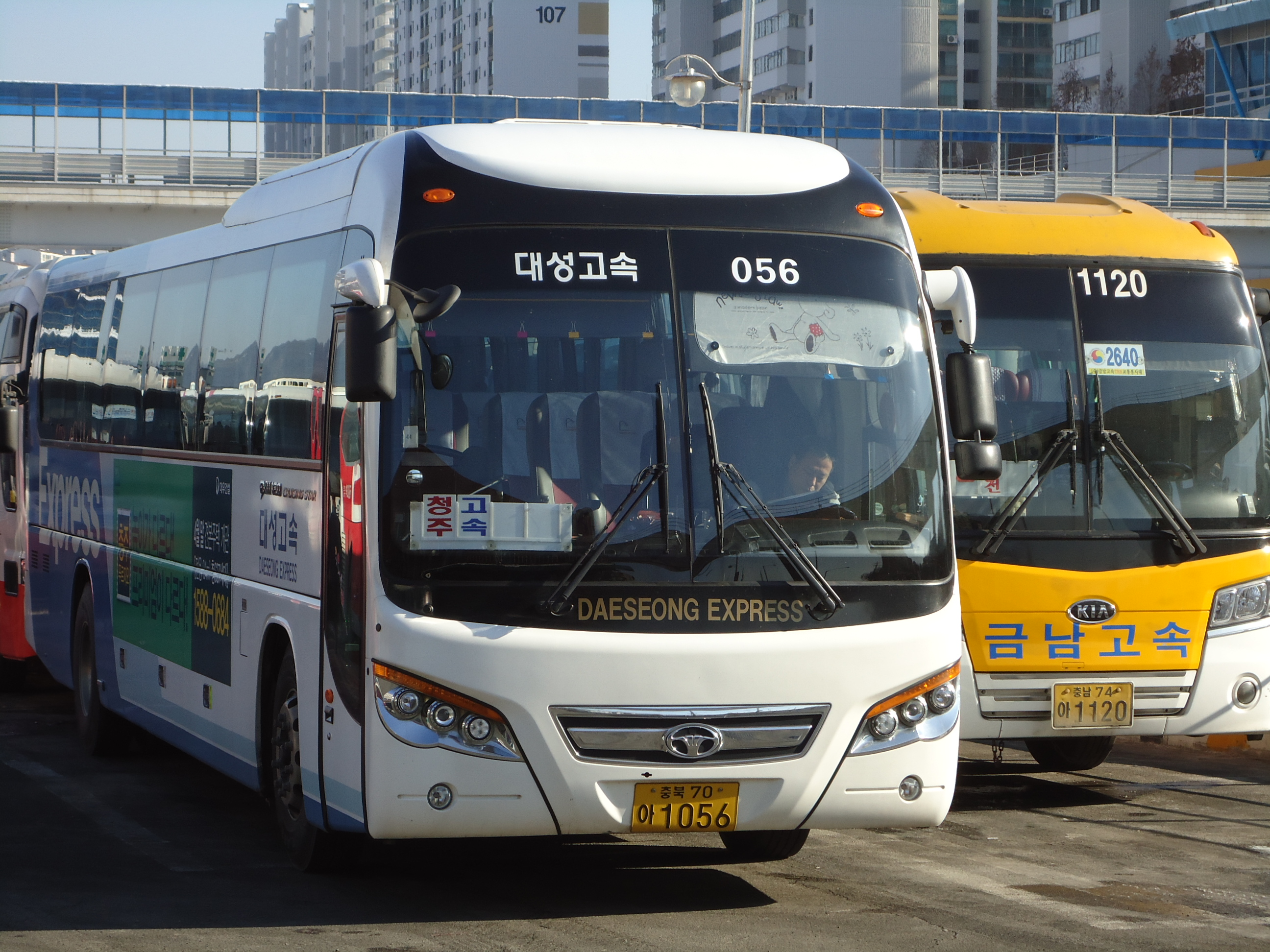
코리아와이드대성의 주력차종인 대우 FX시리즈

주식회사 대성티앤이는 충청북도 청주시 소재의 시외버스 업체이다.

## 개요
본사는 충청북도 청주시 서원구 궁뜰로 13 (미평동)이다. 1950년 대성고속으로 창립하여 같은해 12월 8일에 직행버스 면허와 2007년 5월 18일에 고속버스 면허를 취득 2017년부터 사명을 대성고속에서 코리아와이드대성으로 변경하였다. 청주시를 중심으로 해서 30여 개 도시를 운행하고 있다.
현재 청주교통의 대주주 겸 코리아와이드터미널의 주주로 있다.
2023년 5월에 정식명칭을 "대성티엔이"로 변경되었다.

## 운행 노선
2015년 12월 기준이다.
| 운행업체   | 면허 대수 | 면허 대수 | 면허 대수 | 면허 대수 |
| ---------- | --------- | --------- | --------- | --------- |
| 운행업체   | 대수 합계 | 직행형    | 고속형    | 예비      |
| 대성티앤이 | 96        | 82        | 10        | 4         |

### 고속버스
2019년 4월 기준이다. 모든 노선이 시외버스에서 고속버스로 전환된 노선이다.
| 운행 노선   | 공동 운행사 | 운행구간 | 운행구간 | 운행구간 | 경유지         | 운행 대수 | 운행 대수 | 비고 |
| 운행 노선   | 공동 운행사 | 운행구간 | 운행구간 | 운행구간 | 경유지         | 일반      | 우등      | 비고 |
| ----------- | ----------- | -------- | -------- | -------- | -------------- | --------- | --------- | --- |
| 대구 ↔ 영주 |             | 동대구   | ↔        | 영주     |                | 2         | 6         | 2011년 8월 8일 고속버스 노선으로 전환 2018년 코리아와이드경북에서 이관 받음                                                                 |
| 대구 ↔ 제천 |             | 동대구   | ↔        | 제천     |                | 2         | 3         | 2012년 6월 14일 고속버스로 전환 2013년 8월 12일 일반 1대 우등전환 2016년 9월 13일 일반, 우등 1대 증차 2018년 코리아와이드경북에서 이관 받음 |
| 청주 ↔ 진주 |             | 청주     | ↔        | 진주     | 인삼랜드휴게소 | 2         | -         | 2012년 6월 14일 고속버스로 전환 인가 2013년 4월 5일 우등 증차 2015년 9월 23일 중간경유지 추가 및 우등 1대 일반전환                          |

### 시외버스
남서울발 노선
- 남서울 ↔ 대소 ↔ 무극 ↔ 음성 (경일여객과 공동 운행)

동서울발 노선
- 동서울 ↔ 청주 (서울고속, 새서울고속, 충북리무진 공동 운행)
- 동서울 ↔ 제천 (경기대원고속, 영암화성고속과 공동 운행)

태백발 노선
- 태백 ↔ 고한 ↔ 청주 ↔ 대전
- 태백 ↔ 고한 ↔ 북대구 (진안고속, 영암화성고속과 공동 운행)
- 태백 ↔ 고한 ↔ 제천 ↔ (오창) ↔ 천안 (영암화성고속과 윤번제 공동 운행)

대전발 노선
- 대전복합 ↔ 원주 (일부 시간대 남청주, 청주 경유)
- 대전복합 ↔ 안동 (일부 시간대 영주까지 운행)
- 유성 ↔ 대전청사 ↔ 구미 ↔ 동대구 (금남고속과 공동 운행)

청주발 노선
- 청주 ↔ 대전
- 청주 ↔ 증평 ↔ 음성 ↔ 충주 ↔ 제천 ↔ 단양 ↔ 구인사 (청주 ↔ 구인사 노선은 하루 1편뿐이며 충주, 제천 종착이 다수)
- 청주 ↔ 증평 ↔ 음성 ↔ 충주 ↔ 원주 (일부 시간대 충주 직통)
- 청주 ↔ 미원 ↔ 청천 ↔ 화양동 ↔ 옥양동 ↔ 화북
- 청주 ↔ 옥천 ↔ 영동 (거창고속, 경기대원고속, 서울고속, 친선고속, 충북리무진과 공동 운행)
- 청주 ↔ 구미 (남청주 경유)
- 청주 ↔ 구미 ↔ 서대구
- 청주 ↔ 의정부 (경기대원고속, 서울고속과 공동 운행)
- 청주 ↔ 부천 (경기대원고속, 새서울고속과 공동 운행)
- 청주 ↔ 해운대 (좌천경유, 경남고속, 해운대고속 공동운행)
- 청주 ↔ 오창산단 ↔ 영주 ↔ 안동
- 청주 ↔ 천안 (금남고속 공동운행)
- 청주 ↔ 인천 (금남고속 공동운행)

충주발 노선
- 충주 ↔ 청주국제공항 ↔ 천안
- 충주 ↔ 마산 ↔ 창원
- 충주 ↔ 영주 ↔ 안동

제천발 노선
- 제천 ↔ 동대구 (경북고속과 공동 운행)
- 제천 ↔ 영주 ↔ 울산
- 제천 ↔ 음성 ↔ 천안 (일부시간대 충주 경유)
- 제천 ↔ 한국교통대학교 충주캠퍼스 ↔ 청주
- 제천 ↔ 영월 (쌍용, 연당, 조양마을, 영월삼거리 경유, 1일 2회 운행)

대구 서부발 노선
- 서대구 ↔ 구미 ↔ 청주 ↔ 파주(문산)

부산발 노선
- 부산 ↔ 안동 ↔ 영주 (일부시간대 제천까지 운행, 경북고속, 진안고속과 공동 운행)

인천국제공항발 노선
- 인천국제공항 ↔ 대구북부(일부시간대 구미, 김천[3], 상주[4], 인천송도국제도시 (인천대입구역) 경유, 경북고속과 공동 운행)
- 인천국제공항 ↔ 구미 ↔ 대구서부
- 인천국제공항 ↔ 진주개양 ↔ 통영 ↔ 거제(고현)

## 운행 차량
자일대우버스
- FX II 120 크루징 스타
- FX II 120S
- FX II 212 슈퍼 크루저

현대자동차
- 뉴 프리미엄 유니버스 스페이스 럭셔리
- 뉴 프리미엄 유니버스 익스프레스 노블
- 뉴 프리미엄 유니버스 럭셔리
- 뉴 프리미엄 유니버스 노블